# 1. Fußball-Club Magdeburg 2016-2017
Questa voce raccoglie le informazioni riguardanti il 1. Fußball-Club Magdeburg nelle competizioni ufficiali della stagione 2016-2017.

## Stagione
Nella stagione 2016-2017 il Magdeburgo, allenato da Jens Härtel, concluse il campionato di 3. Liga al 4º posto. In Coppa di Germania il Magdeburgo fu eliminato al primo turno dall'Eintracht Francoforte.

## Rosa
| N. |                      | Ruolo | Calciatore            |
| -- | -------------------- | ----- | --------------------- |
| 1  | Germania (bandiera)  | P     | Leopold Zingerle      |
| 2  | Rep. Ceca (bandiera) | D     | Lukás Novy            |
| 3  | Germania (bandiera)  | D     | Christopher Handke    |
| 4  | Germania (bandiera)  | D     | Moritz Sprenger       |
| 5  | Germania (bandiera)  | D     | Felix Schiller        |
| 6  | Germania (bandiera)  | C     | Jan Löhmannsröben     |
| 8  | Germania (bandiera)  | D     | Steffen Puttkammer    |
| 9  | Germania (bandiera)  | A     | Manuel Farrona-Pulido |
| 10 | Germania (bandiera)  | D     | Nico Hammann          |
| 11 | Germania (bandiera)  | A     | Christian Beck        |
| 12 | Germania (bandiera)  | P     | Jan Glinker           |
| 14 | Germania (bandiera)  | C     | Niklas Brandt         |
| 15 | Germania (bandiera)  | C     | Tobias Schwede        |
| 16 | Germania (bandiera)  | D     | Nils Butzen           |
| 17 | Germania (bandiera)  | C     | Marius Sowislo        |

| N. |                      | Ruolo | Calciatore              |
| -- | -------------------- | ----- | ----------------------- |
| 18 | Germania (bandiera)  | C     | Florian Kath            |
| 19 | Germania (bandiera)  | D     | Michel Niemeyer         |
| 20 | Sri Lanka (bandiera) | C     | Ahmed Waseem Razeek     |
| 21 | Germania (bandiera)  | A     | Julius Düker            |
| 22 | Canada (bandiera)    | D     | André Hainault          |
| 23 | Francia (bandiera)   | C     | Charles-Elie Laprévotte |
| 24 | Germania (bandiera)  | C     | Tarek Chahed            |
| 25 | Polonia (bandiera)   | C     | Piotr Ćwielong          |
| 26 | Germania (bandiera)  | C     | Gerrit Müller           |
| 30 | Germania (bandiera)  | P     | Lukas Cichos            |
| 31 | Germania (bandiera)  | C     | Nils Schätzle           |
| 32 | Germania (bandiera)  | D     | Hendrik Kuhnhold        |
| 37 | Germania (bandiera)  | D     | Richard Weil            |
| 39 | Germania (bandiera)  | P     | Matthias Tischer        |

## Organigramma societario
Area tecnica
- Allenatore: Jens Härtel
- Allenatore in seconda: Ronny Thielemann
- Preparatore dei portieri: Matthias Tischer
- Preparatori atletici:

## Calciomercato

### Sessione estiva
| Acquisti | Acquisti         | Acquisti               | Acquisti |
| R.       | Nome             | da                     | Modalità |
| -------- | ---------------- | ---------------------- | -------- |
| A        | Julius Düker     | Eintracht Braunschweig |          |
| A        | Maurice Exslager | Colonia II             |          |
| C        | Florian Kath     | Friburgo               |          |
| C        | Gerrit Müller    | Kickers Stoccarda      |          |
| C        | Tobias Schwede   | Werder Brema II        |          |
| D        | Moritz Sprenger  | Wolfsburg              |          |
| P        | Leopold Zingerle | Greuther Fürth         |          |

| Cessioni | Cessioni         | Cessioni          | Cessioni |
| R.       | Nome             | a                 | Modalità |
| -------- | ---------------- | ----------------- | -------- |
| C        | Burak Altiparmak | Denizlispor       |          |
| D        | Silvio Bankert   | Magdeburgo U19    |          |
| A        | Lars Fuchs       | Magdeburgo U17    |          |
| A        | Nicolas Hebisch  | Waldhof Mannheim  |          |
| D        | David Kinsombi   | Karlsruhe         |          |
| C        | Kevin Kruschke   | Rödinghausen      |          |
| D        | Ryan Malone      | Kickers Stoccarda |          |

### Sessione invernale
| Acquisti | Acquisti                | Acquisti         | Acquisti |
| R.       | Nome                    | da               | Modalità |
| -------- | ----------------------- | ---------------- | -------- |
| C        | Piotr Ćwielong          | Ruch Chorzów     |          |
| D        | Richard Weil            | Kickers Würzburg |          |
| C        | Charles-Elie Laprévotte | Friburgo         |          |

| Cessioni | Cessioni         | Cessioni         | Cessioni |
| R.       | Nome             | a                | Modalità |
| -------- | ---------------- | ---------------- | -------- |
| A        | Maurice Exslager | Fortuna Colonia  |          |
| C        | Sebastian Ernst  | Kickers Würzburg |          |

## Risultati

### 3. Liga

#### Girone di andata
| Arbitro: | Stark |

|  |           |                                   |
|  | Marcatori | 30’ Dahmani 47’ Uaferro 64’ Cauly |

| Zwickau 1º settembre 2016, ore 19:00 CEST 2ª giornata | Zwickau        | 0 – 0 referto | Magdeburgo | Stadion Zwickau (7 844 spett.)\| Arbitro: \| Steinhaus-Webb \| |
| Arbitro:                                              | Steinhaus-Webb |               |            |                                                                |

| Arbitro: | Willenborg |

|                           |           |  |
| Beck 26’, 33’, 87’ (rig.) | Marcatori |  |

| Arbitro: | Stegemann |

|                                      |           |                                      |
| Reimerink 58’ Groß 63’ Hohnstedt 86’ | Marcatori | 76’ (rig.) Farrona-Pulido 79’ Razeek |

| Arbitro: | Dankert |

|          |           |                    |
| Beck 12’ | Marcatori | 20’ Bajić 40’ Erat |

| Arbitro: | Waschitzki-Günther |

|            |           |  |
| Seydel 44’ | Marcatori |  |

| Arbitro: | Gerach |

|                             |           |                                        |
| Weißenfels 27’ Grimaldi 47’ | Marcatori | 6’ (rig.) Beck 24’ Schiller 65’ Handke |

| Arbitro: | Zorn |

|                        |           |  |
| Sowislo 14’ Chahed 90’ | Marcatori |  |

| Arbitro: | Mix |

|  |           |                                                 |
|  | Marcatori | 36’ (aut.) Ruprecht 58’ Beck 64’ Farrona-Pulido |

| Arbitro: | Müller |

|          |           |  |
| Beck 85’ | Marcatori |  |

| Arbitro: | Schröder |

|            |           |  |
| Bieber 82’ | Marcatori |  |

| Arbitro: | Osmers |

|                      |           |                                   |
| Beck 78’ Sowislo 88’ | Marcatori | 12’, 25’ Fink 63’ Grote 81’ Frahn |

| Arbitro: | Lossius |

|           |           |                   |
| Pusch 50’ | Marcatori | 71’ Löhmannsröben |

| Arbitro: | Brand |

|          |           |             |
| Beck 43’ | Marcatori | 90’ Gebhart |

| Arbitro: | Bläser |

|                 |           |                                              |
| Osei-Kwadwo 39’ | Marcatori | 15’ Puttkammer 20’ Sowislo 90’ Löhmannsröben |

| Arbitro: | Ittrich |

|                   |           |  |
| Sowislo 9’ (rig.) | Marcatori |  |

| Arbitro: | Kampka |

|  |           |           |
|  | Marcatori | 19’ Düker |

| Arbitro: | Pfeifer |

|                                        |           |  |
| Müller 6’ (aut.) Schwede 40’ Ernst 59’ | Marcatori |  |

| Arbitro: | Reichel |

|            |           |                               |
| Nauber 81’ | Marcatori | 47’ Beck 49’ Düker 90’ Chahed |

#### Girone di ritorno
| Arbitro: | Aarnink |

|                                 |           |              |
| Zingerle 24’ (aut.) Mimbala 67’ | Marcatori | 26’ Schiller |

| Arbitro: | Lossius |

|                    |           |         |
| Hammann 45’ (rig.) | Marcatori | 31’ Bär |

| Arbitro: | Osmers |

|                 |           |            |
| Beck 21’ (aut.) | Marcatori | 17’ Chahed |

| Arbitro: | Siebert |

|                               |           |  |
| Kath 13’ Beck 54’ Sowislo 83’ | Marcatori |  |

| Duisburg 24 febbraio 2017, ore 18:45 CET 24ª giornata | Duisburg | 0 – 0 referto | Magdeburgo | Schauinsland-Reisen-Arena (18 164 spett.)\| Arbitro: \| Cortus \| |
| Arbitro:                                              | Cortus   |               |            |                                                                   |

| Arbitro: | Waschitzki-Günther |

|             |           |                       |
| Schwede 35’ | Marcatori | 8’ Seydel 53’ Zimling |

| Arbitro: | Heft |

|                 |           |  |
| Weil 67’ (rig.) | Marcatori |  |

| Arbitro: | Hussein |

|  |           |                 |
|  | Marcatori | 90’ (rig.) Weil |

| Magdeburgo 19 marzo 2017, ore 14:05 CET 28ª giornata | Magdeburgo | 0 – 0 referto | Wehen Wiesbaden | MDCC-Arena (15 338 spett.)\| Arbitro: \| Kornblum \| |
| Arbitro:                                             | Kornblum   |               |                 |                                                      |

| Arbitro: | Steinhaus-Webb |

|             |           |          |
| Czichos 85’ | Marcatori | 49’ Kath |

| Arbitro: | Badstübner |

|                             |           |  |
| Farrona-Pulido 46’ Beck 74’ | Marcatori |  |

| Arbitro: | Siebert |

|             |           |             |
| Dabanlı 88’ | Marcatori | 69’ Sowislo |

| Arbitro: | Siewer |

|                |           |                       |
| Puttkammer 62’ | Marcatori | 64’ Saller 71’ Thommy |

| Arbitro: | Stark |

|                    |           |          |
| Andrist 77’ (rig.) | Marcatori | 67’ Beck |

| Arbitro: | Dietz |

|              |           |            |
| Beck 6’, 67’ | Marcatori | 34’ Schiek |

| Arbitro: | Heft |

|           |           |              |
| Röser 15’ | Marcatori | 46’ Ćwielong |

| Arbitro: | Sather |

|          |           |              |
| Beck 59’ | Marcatori | 63’ Graudenz |

| Arbitro: | Badstübner |

|                      |           |                    |
| Morys 29’ Kienle 72’ | Marcatori | 9’ Beck 78’ Razeek |

| Arbitro: | Schlager |

|                       |           |  |
| Niemeyer 64’ Kath 68’ | Marcatori |  |

### Coppa di Germania
| Arbitro: | Schmidt |

|                                                       |                      |                                           |
| Hammann 86’                                           | Marcatori            | 7’ Hrgota                                 |
| Hammann Puttkammer Müller Exslager Beck Löhmannsröben | Tiri di rigore 3 – 4 | Meier Huszti Hasebe Mascarell Blum Varela |

## Statistiche

### Statistiche di squadra
| Competizione      | Punti | In casa | In casa | In casa | In casa | In casa | In casa | In trasferta | In trasferta | In trasferta | In trasferta | In trasferta | In trasferta | Totale | Totale | Totale | Totale | Totale | Totale | DR  |
| Competizione      | Punti | G       | V       | N       | P       | Gf      | Gs      | G            | V            | N            | P            | Gf           | Gs           | G      | V      | N      | P      | Gf     | Gs     | DR  |
| ----------------- | ----- | ------- | ------- | ------- | ------- | ------- | ------- | ------------ | ------------ | ------------ | ------------ | ------------ | ------------ | ------ | ------ | ------ | ------ | ------ | ------ | --- |
| 3. Liga           | 61    | 19      | 10      | 4       | 5       | 28      | 17      | 19           | 6            | 9            | 4            | 25           | 19           | 38     | 16     | 13     | 9      | 53     | 36     | +17 |
| Coppa di Germania | -     | 1       | 0       | 1       | 0       | 1       | 1       | 0            | 0            | 0            | 0            | 0            | 0            | 1      | 0      | 1      | 0      | 1      | 1      | 0   |
| Totale            | 61    | 20      | 10      | 5       | 5       | 29      | 18      | 19           | 6            | 9            | 4            | 25           | 19           | 39     | 16     | 14     | 9      | 54     | 37     | +17 |

### Andamento in campionato
| Giornata  | 1  | 2  | 3  | 4  | 5  | 6  | 7  | 8  | 9 | 10 | 11 | 12 | 13 | 14 | 15 | 16 | 17 | 18 | 19 | 20 | 21 | 22 | 23 | 24 | 25 | 26 | 27 | 28 | 29 | 30 | 31 | 32 | 33 | 34 | 35 | 36 | 37 | 38 |
| --------- | -- | -- | -- | -- | -- | -- | -- | -- | - | -- | -- | -- | -- | -- | -- | -- | -- | -- | -- | -- | -- | -- | -- | -- | -- | -- | -- | -- | -- | -- | -- | -- | -- | -- | -- | -- | -- | -- |
| Luogo     | C  | T  | C  | T  | C  | T  | T  | C  | T | C  | T  | C  | T  | C  | T  | C  | T  | C  | T  | T  | C  | T  | C  | T  | C  | C  | T  | C  | T  | C  | T  | C  | T  | C  | T  | C  | T  | C  |
| Risultato | P  | N  | V  | P  | P  | P  | V  | V  | V | V  | P  | P  | N  | N  | V  | V  | V  | V  | V  | P  | N  | N  | V  | N  | P  | V  | V  | N  | N  | V  | N  | P  | N  | V  | N  | N  | N  | V  |
| Posizione | 16 | 16 | 11 | 14 | 16 | 17 | 14 | 11 | 9 | 8  | 10 | 11 | 12 | 11 | 9  | 7  | 5  | 3  | 2  | 3  | 3  | 3  | 2  | 2  | 2  | 2  | 2  | 2  | 2  | 2  | 2  | 3  | 4  | 3  | 3  | 3  | 4  | 4  |

Legenda:

Luogo: C = Casa; T = Trasferta. Risultato: V = Vittoria; N = Pareggio; P = Sconfitta.

### Statistiche dei giocatori
| Giocatore         | 3. Liga  | 3. Liga | 3. Liga     | 3. Liga    | Coppa di Germania | Coppa di Germania | Coppa di Germania | Coppa di Germania | Totale   | Totale | Totale      | Totale     |
| Giocatore         | Presenze | Reti    | Ammonizioni | Espulsioni | Presenze          | Reti              | Ammonizioni       | Espulsioni        | Presenze | Reti   | Ammonizioni | Espulsioni |
| ----------------- | -------- | ------- | ----------- | ---------- | ----------------- | ----------------- | ----------------- | ----------------- | -------- | ------ | ----------- | ---------- |
| C. Beck           | 36       | 17      | 4           | 1          | 1                 | 0                 | 0                 | 0                 | 37       | 17     | 4           | 1          |
| N. Brandt         | 21       | 0       | 7           | 0          | 1                 | 0                 | 1                 | 0                 | 22       | 0      | 8           | 0          |
| N. Butzen         | 36       | 0       | 3           | 1          | 1                 | 0                 | 0                 | 0                 | 37       | 0      | 3           | 1          |
| T. Chahed         | 34       | 3       | 5           | 0          | 1                 | 0                 | 0                 | 0                 | 35       | 3      | 5           | 0          |
| L. Cichos         | 0        | 0       | 0           | 0          | 0                 | 0                 | 0                 | 0                 | 0        | 0      | 0           | 0          |
| J. Düker          | 23       | 2       | 1           | 0          | 0                 | 0                 | 0                 | 0                 | 23       | 2      | 1           | 0          |
| S. Ernst          | 11       | 1       | 2           | 0          | 0                 | 0                 | 0                 | 0                 | 11       | 1      | 2           | 0          |
| M. Exslager       | 8        | 0       | 1           | 0          | 1                 | 0                 | 0                 | 0                 | 9        | 0      | 1           | 0          |
| M. Farrona-Pulido | 24       | 3       | 5           | 0          | 1                 | 0                 | 0                 | 0                 | 25       | 3      | 5           | 0          |
| J. Glinker        | 17       | 0       | 0           | 0          | 0                 | 0                 | 0                 | 0                 | 17       | 0      | 0           | 0          |
| A. Hainault       | 2        | 0       | 0           | 0          | 0                 | 0                 | 0                 | 0                 | 2        | 0      | 0           | 0          |
| N. Hammann        | 35       | 1       | 2           | 0          | 1                 | 1                 | 0                 | 0                 | 36       | 2      | 2           | 0          |
| C. Handke         | 33       | 1       | 5           | 1          | 1                 | 0                 | 0                 | 0                 | 34       | 1      | 5           | 1          |
| F. Kath           | 19       | 3       | 4           | 0          | 0                 | 0                 | 0                 | 0                 | 19       | 3      | 4           | 0          |
| H. Kuhnhold       | 0        | 0       | 0           | 0          | 0                 | 0                 | 0                 | 0                 | 0        | 0      | 0           | 0          |
| C. Laprévotte     | 9        | 0       | 0           | 0          | 0                 | 0                 | 0                 | 0                 | 9        | 0      | 0           | 0          |
| J. Löhmannsröben  | 30       | 2       | 9           | 0          | 1                 | 0                 | 1                 | 0                 | 31       | 2      | 10          | 0          |
| G. Müller         | 9        | 0       | 0           | 0          | 1                 | 0                 | 0                 | 0                 | 10       | 0      | 0           | 0          |
| M. Niemeyer       | 16       | 1       | 1           | 0          | 0                 | 0                 | 0                 | 0                 | 16       | 1      | 1           | 0          |
| L. Novy           | 1        | 0       | 0           | 0          | 0                 | 0                 | 0                 | 0                 | 1        | 0      | 0           | 0          |
| S. Puttkammer     | 18       | 2       | 3           | 0          | 1                 | 0                 | 0                 | 0                 | 19       | 2      | 3           | 0          |
| A. Razeek         | 13       | 2       | 1           | 0          | 0                 | 0                 | 0                 | 0                 | 13       | 2      | 1           | 0          |
| F. Schiller       | 21       | 2       | 6           | 1          | 0                 | 0                 | 0                 | 0                 | 21       | 2      | 6           | 1          |
| T. Schwede        | 34       | 2       | 5           | 2          | 1                 | 0                 | 0                 | 0                 | 35       | 2      | 5           | 2          |
| N. Schätzle       | 0        | 0       | 0           | 0          | 0                 | 0                 | 0                 | 0                 | 0        | 0      | 0           | 0          |
| M. Sowislo        | 32       | 6       | 8           | 1          | 0                 | 0                 | 0                 | 0                 | 32       | 6      | 8           | 1          |
| M. Sprenger       | 12       | 0       | 2           | 0          | 1                 | 0                 | 0                 | 0                 | 13       | 0      | 2           | 0          |
| M. Tischer        | 0        | 0       | 0           | 0          | 0                 | 0                 | 0                 | 0                 | 0        | 0      | 0           | 0          |
| R. Weil           | 12       | 2       | 4           | 0          | 0                 | 0                 | 0                 | 0                 | 12       | 2      | 4           | 0          |
| L. Zingerle       | 21       | 0       | 1           | 0          | 1                 | 0                 | 0                 | 0                 | 22       | 0      | 1           | 0          |
| P. Ćwielong       | 5        | 1       | 0           | 0          | 0                 | 0                 | 0                 | 0                 | 5        | 1      | 0           | 0          |